# داوود نوشی صوفیانی
داود نوشی صوفیانی (زاده ۱۲ تیر ۱۳۶۹ در تبریز) دروازه‌بان فوتبال اهل ایران، عضو پیشین تیم ملی فوتبال زیر ۱۷ سال ایران و تیم ملی فوتبال جوانان ایران است.
وی سابقه بازی در رده پایه‌های ماشین‌سازی و راه‌آهن و رده بزرگسالان راه‌آهن، شهرداری تبریز، گسترش فولاد، تراکتورسازی، صنعت نفت آبادان، گل ریحان البرز، پارس جنوبی جم، مس کرمان و مس رفسنجان  را در کارنامه خود دارد.